# Marchasta
Marchasta là một chi rêu trong họ Marchantiaceae.